# Ahuixtla, Atlixtac
Ahuixtla är en ort i Mexiko.   Den ligger i kommunen Atlixtac och delstaten Guerrero, i den sydöstra delen av landet, 200 km söder om huvudstaden Mexico City. Ahuixtla ligger 1 464 meter över havet och antalet invånare är 180.
Terrängen runt Ahuixtla är huvudsakligen kuperad, men åt nordväst är den bergig. Ahuixtla ligger nere i en dal. Runt Ahuixtla är det ganska glesbefolkat, med 43 invånare per kvadratkilometer. Närmaste större samhälle är Nejapa, 19,3 km väster om Ahuixtla. I omgivningarna runt Ahuixtla växer huvudsakligen savannskog.